# Saúl Sánchez
Saúl Octavio Sánchez Graciano (Orizaba, Veracruz, México, 3 de abril de 1973). Es un exfutbolista mexicano que jugaba en la posición de Portero.

## Trayectoria
Recibió la oportunidad, no solo de debutar, sino de adueñarse del marco titular del Club León en el Invierno 1999. A pesar de su reducida experiencia demostró ser seguro bajo los tres postes y se le auguraba un importante futuro en el fútbol mexicano; sin embargo, desaparece del máximo circuito en el Verano 2002 y se va a jugar en la Primera "A". Para el Apertura 2004 regresa a la categoría de privilegio con los Dorados de Sinaloa.

Desde entonces ha militado en la liga de ascenso y culminó su carrera jugando con Altamira Fútbol Club en 2011.

## Clubes
| Club                  | País   | Año       |
| --------------------- | ------ | --------- |
| Unión de Curtidores   | México | 1994-1999 |
| Club León             | México | 1999-2000 |
| Puebla Fútbol Club    | México | 2000      |
| La Piedad             | México | 2001-2002 |
| Club Irapuato         | México | 2003      |
| Dorados de Sinaloa    | México | 2003-2004 |
| Lagartos de Tabasco   | México | 2005-2006 |
| Gallos de Caliente    | México | 2006      |
| Club Celaya           | México | 2007      |
| Querétaro Fútbol Club | México | 2007-2008 |
| Real Colima           | México | 2008      |
| Mérida FC             | México | 2009-2010 |
| Altamira Fútbol Club  | México | 2011      |